# Leah Baird
Pour les articles homonymes, voir Baird.
Leah Baird, née le 20 juin 1883 à Chicago (Illinois) et morte le 3 octobre 1971 à Los Angeles (Californie), est une actrice, scénariste, productrice de cinéma.

## Biographie
Leah Baird a joué dans 177 films, en a écrit 26 et en a produit 2.

## Filmographie partielle

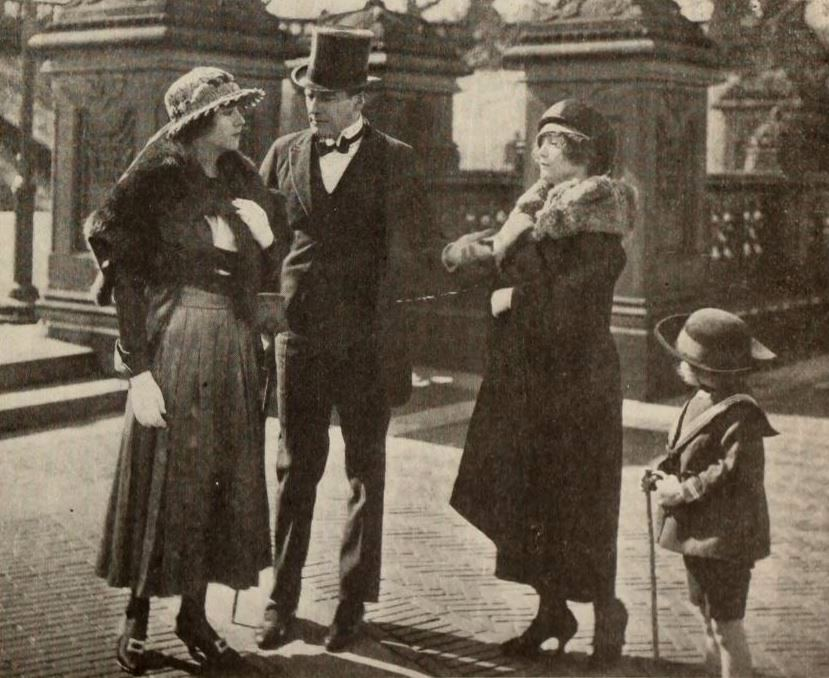
As a Man Thinks (1919); Leah Baird, Henry Clive, Elvira Amazar et Baby Ivy Ward

### Comme actrice
- 1912 : Chrumps
- 1912 : A Cure for Pokeritis de Laurence Trimble
- 1913 : Ivanhoé de Herbert Brenon
- 1914 : Absinthe de Herbert Brenon et George Edwardes-Hall
- 1914 : Neptune's Daughter de Herbert Brenon
- 1922 : L'Aviateur Masqué de  Robert Péguy
- 1923 : Is Divorce a Failure? de Wallace Worsley
- 1942 : Le Caïd (The Big Shot) de Lewis Seiler
- 1942 : Lady Gangster de Robert Florey
- 1945 : Le Roman de Mildred Pierce (Mildred Pierce) de Michael Curtiz
- 1945 : Pillow to Post de Vincent Sherman
- 1946 : Shadow of a Woman de Joseph Santley
- 1950 : Captif de l'amour (The Man Who Cheated Himself) de Felix E. Feist

### Comme scénariste
- 1925 : The Primrose Path de Harry O. Hoyt
- 1926 : Spangles de Frank O'Connor
- 1926 : Devil's Island de Frank O'Connor
- 1926 : Shadow of the Law de Wallace Worsley
- 1927 : The Return of Boston Blackie de Harry O. Hoyt
- 1933 : Jungle Bride de Harry O. Hoyt

### Comme productrice
- 1946 : Shadow of a Woman de Joseph Santley